# 1901 en Grèce
Chronologie de la Grèce
- 1897
- 1898
- 1899
- 1900
- 1901
- 1902
- 1903
- 1904
- 1905

Cette page concerne les évènements survenus en 1901 en Grèce  :

## Évènement
- Traduction des évangiles de la Bible en grec (en) par Alexandros Pallis.
- Découverte de la machine d'Anticythère dans l'épave d'Anticythère.
- 5-8 novembre : Révolte de l'Evangelika, en réaction à la traduction des évangiles.

## Naissance
- Níkos Dendramís (el), acteur.
- Pétros Garoufaliás, homme d'affaires et ministre.
- Ioánnis Kakridís, helléniste.
- Konstantínos Kóllias, Premier ministre.
- Spyridon Marinatos, archéologue.
- Paul Ier (roi des Hellènes).
- Níkos E. Polítis (el), écrivain.
- Theodore C. Polos (d) (1901-1976), peintre.
- Adrienne Ségur, illustratrice française de livres pour enfants.

## Décès
- Anéstis Constantinídis (el), éditeur.
- Ioúlios Galvánis (el), médecin et professeur.
- Giánnis Kampýsis (el), écrivain.
- Miltiádis Kanáris (el), amiral et personnalité politique.
- Panagís Kyriakós (el), personnalité politique.
- Andréas Laskarátos, poète satirique et écrivain.
- Geórgios Vitális (el), sculpteur.